# Im Fadenkreuz
Im Fadenkreuz é o quinto álbum de estúdio da banda alemã Heldmaschine. Foi lançado no dia 26 de setembro de 2019, sem nenhum aviso anterior.
Em fevereiro de 2019 a banda lançou o EP "Volles Brett", contendo 4 músicas que estão presentes neste álbum. O álbum foi lançado na plataformas de streaming posteriormente, em março de 2020, pois a banda enfrentava pequenos problemas financeiros, fazendo assim com que os CDs gerassem renda para o grupo.

## Temática
A temática do álbum é baseada na banda ser o alvo das atenções, por isso o nome "Im Fadenkreuz" (na mira). O título aparece nas músicas "Springt!" e "Klingt wie Rammstein" (Soa como Rammstein, em português), sendo essa última uma sátira aos pioneiros do Neue Deutsche Härte. Pra essa música, René Anlauff escreveu para a gerência do Rammstein convidando Till Lindemann para participar da música, que inicialmente se chamaria "Alles fliegt in die Luft". Porém a resposta da gerência do Rammstein foi: "Till Lindemann não está disponível para o projeto "Heldmaschine". Esperamos que compreenda."
O álbum ainda trata outros temas como a luxúria e ganância em "Luxus", o egoísmo em "Ich, Ich, Ich", a depressão em "Gottverdammter Mensch", e guerras em "Leben".

## Lista de faixas
| N.º            | Título                     | Duração |  |
| 1.             | "Leck mich fett"           | 4:15    |  |
| 2.             | "Luxus"                    | 4:09    |  |
| 3.             | "Zwei Sekunden"            | 5:16    |  |
| 4.             | "Die Geister die ich rief" | 3:47    |  |
| 5.             | "Springt!"                 | 3:48    |  |
| 6.             | "Härter"                   | 3:36    |  |
| 7.             | "Ich, ich, ich"            | 4:00    |  |
| 8.             | "Gottverdammter Mensch"    | 5:17    |  |
| 9.             | "Klingt wie Rammstein"     | 4:58    |  |
| 10.            | "Leben"                    | 5:22    |  |
| 11.            | "Wie ein Orkan"            | 4:19    |  |
| 12.            | "Maschinenliebe"           | 5:23    |  |
| Duração total: | Duração total:             | 54:10   |  |

## Histórico de lançamento
| Data                   | Formato                                                     |
| ---------------------- | ----------------------------------------------------------- |
| 26 de setembro de 2019 | CD                                                          |
| 4 de outubro de 2019   | Download Digital (Amazon Music, iTunes e Google Play Music) |
| 3 de março de 2020     | Streaming                                                   |

## Créditos
- Vocais e Programação: René Anlauff
- Guitarras: Tobias Kaiser, Eugen Leonhardt
- Baixo: Marco Schulte
- Bateria: Dirk Oechsle

- Participação especial: Eva-Maria Kagermann (Faixa 2) e Hava Kagermann (Faixa 10)
- Gravação, mixagem e masterização: René Anlauff, nos estúdios SoundSolution 1 e Studio Forstmehren
- Letras por Heldmaschine
- Gerente: Tom Dams
- Controle de direitos autorais: mojo music Musikverlag
- Capa e fotos por: think tank ART
- Arte da capa por Christian Bröhenhorst
- Distribuição por Soulfood Music Distribution GmbH